# Martín Zapater
Martín Zapater y Clavería (Zaragoza, 1747 - ibídem, 1803) fue un rico comerciante aragonés de ideas ilustradas, conocido fundamentalmente por la estrecha amistad que le unió con Francisco de Goya, con quien mantuvo una intensa relación epistolar que constituye una de las fuentes principales para conocer la vida del pintor, que le retrató en dos cuadros de 1790 (Puerto Rico, Museo de Arte de Ponce) y 1797 (Museo de Bellas Artes de Bilbao).

## Biografía
Permaneció toda su vida soltero, habitando una casa de la calle del Coso frente al Palacio del Conde de Sástago. Ejemplo de burgués de la Ilustración, reunió una importante fortuna con sus negocios de arrendamientos de tierras y préstamos al Ayuntamiento de Zaragoza y a otras personas e instituciones. En 1778 fue nombrado Diputado del Común y Regidor del ayuntamiento de su ciudad y al año siguiente sería honrado con la distinción de Noble de Aragón por parte de Carlos IV.
Fue impulsor de la mayor parte de las nuevas instituciones ilustradas de Aragón. Socio fundador de la Real Sociedad Económica de Amigos del País de Aragón en 1776, organismo del que fue tesorero entre 1790 y 1800. Asimismo participó en la creación de la Real Academia de Bellas Artes de San Luis, de la que llegó a ser Académico de Honor en 1793 y Consejero de 1797 a 1802. Su iniciativa fue decisiva en la creación del Jardín Botánico y el Teatro de Zaragoza. Becó, además, a varios alumnos para estudiar arquitectura y grabado en Madrid.
La amistad con Goya podría datar de la época de sus primeros estudios, donde pudieron ser compañeros de colegio, aunque otros autores dudan de que este dato sea definitivo. En todo caso, eran ya amigos antes de la boda del pintor en 1773. El caudaloso epistolario intercambiado con el pintor fue heredado por su sobrino-nieto Francisco Zapater y Gómez, quien publicó parte de la misma y escribió una biografía de Goya.